# Guilherme Azevedo
Guilherme da Silva Azevedo, detto Gui (Apucarana, 21 maggio 2001), è un calciatore brasiliano, attaccante dell'Operário-PR.

## Caratteristiche tecniche
Esterno offensivo mancino, agisce sulla fascia destra dove grazie alla velocità ed all'ottima progressione palla al piede riesce a creare superiorità numerica. Dotato di buone qualità balistiche, taglia di sovente il campo per poi cercare la conclusione con il piede sinistro.

## Carriera

### Club
Approdato nel settore giovanile del Grêmio nel 2011, ha percorso tutta la trafila delle giovanili del club gaúcho fino ad ottenere la promozione in prima squadra, firmando il suo primo contratto professionistico il 22 maggio 2019. Il 29 settembre dello stesso anno ha debuttato fra i professionisti subentrando a Léo Moura nei minuti finali dell'incontro del Brasileiräo perso 2-1 contro il Fluminense, mentre il 17 settembre 2020 ha esordito in Coppa Libertadores in occasione della sfida della fase a gironi persa 2-0 contro l'Universidad Católica.

### Nazionale
Nel maggio 2019 è stato convocato dal CT della nazionale brasiliana Tite per prendere parte ad alcuni allenamenti a fianco della squadra selezionata per la Copa América.

## Statistiche
Statistiche aggiornate al 24 settembre 2020.

### Presenze e reti nei club
| Stagione        | Squadra         | Campionato      | Campionato | Campionato | Coppe nazionali | Coppe nazionali | Coppe nazionali | Coppe continentali | Coppe continentali | Coppe continentali | Altre coppe | Altre coppe | Altre coppe | Totale | Totale | Totale |
| Stagione        | Squadra         | Comp            | Pres       | Reti       | Comp            | Pres            | Reti            | Comp               | Pres               | Reti               | Comp        | Pres        | Reti        | Pres   | Reti   |        |
| --------------- | --------------- | --------------- | ---------- | ---------- | --------------- | --------------- | --------------- | ------------------ | ------------------ | ------------------ | ----------- | ----------- | ----------- | ------ | ------ | ------ |
| 2019            | Grêmio          | PD/RS+A         | 0+2        | 0          | CB              | 0               | 0               |                    | -                  | -                  |             | -           | -           | 2      | 0      |        |
| 2020            | Grêmio          | PD/RS+A         | 0+4        | 0          | CB              | 0               | 0               | CL                 | 2                  | 0                  |             | -           | -           | 6      | 0      |        |
| Totale carriera | Totale carriera | Totale carriera | 6          | 0          |                 | 0               | 0               |                    | 2                  | 0                  |             | -           | -           | 8      | 0      |        |

## Palmarès
- Campionato Gaúcho: 1

Grêmio: 2020